# Xanthoparmelia dissitifolia
Xanthoparmelia dissitifolia är en lavart som beskrevs av Kurok. Xanthoparmelia dissitifolia ingår i släktet Xanthoparmelia och familjen Parmeliaceae.   Inga underarter finns listade i Catalogue of Life.